# Intersubjetividad
Proceso recíproco por el que se comparte la conciencia y conocimiento de una persona a otra.
El término intersubjetividad, es un concepto filosófico, que nace con el idealismo alemán, y surge por una necesidad de fundamentar ontológica y socialmente al "otro sujeto". Sin embargo, años más tarde, el filósofo alemán Edmund Husserl será quien le otorgue un significado más amplio y sistemático a este concepto. Por esta razón, el concepto de Intersubjetividad podrá ser utilizado en ciencias como: la psicología, las ciencias sociales y sobre las ciencias en general.

## Intersubjetividad en la filosofía
Desde 1905, cuando Edmund Husserl empieza a concebir su "reducción fenomenológica-trascendental" y el proyecto mismo de la fenomenología trascendental, toma conciencia de que la subjetividad, a la cual da acceso la reducción, es necesariamente aquella de un "nosotros". Husserl introduce la reducción para alcanzar un campo privilegiado de la experiencia subjetiva, donde el misterio de la correlación entre la objetividad (el mundo supuesto del "en sí") y de la subjetividad (el dominio del "para nosotros") hallará una solución. La reducción permite superar el naturalismo positivista. Pero Husserl advierte que esto no basta. La subjetividad que funciona (que lleva a cabo la "constitución") no puede estar aislada si lo que se pretende fundamentar es la "objetividad", esto es, aquello que es válido en todo momento y para toda persona. La base de la objetividad solo puede ser la intersubjetividad. Desde 1910/11 (y sus Lecciones Fundamentales de la Fenomenología) Husserl intenta una "extensión de la reducción a la intersubjetividad". Para hacerlo, inicia su análisis de la conciencia intencional del otro, adoptando la noción de empatía, como experiencia o vivencia intuitiva sui generis del alter ego, tomándolo prestado de Theodor Lipps. Husserl reinterpreta el contenido de este término tanto en el contexto de su propia teoría de las vivencias intuitivas no-originarias (o "presentificaciónes"), como en el contexto de los sujetos corporales en un "concepto natural de mundo" —concepto en el que se ve la influencia de W. Dilthey. Sus análisis, no enteramente satisfactorios en este período inicial, son recogidos, corregidos y ampliados hasta casi el final de su vida. En Ideas I apenas roza el concepto de intersubjetividad, más ampliamente (aunque imperfectamente) planteado en Ideas II (una de las razones por las que este texto quedó inédito durante la vida de Husserl). El texto más conocido —y criticado— en el que Husserl propone este concepto es la quinta de las Meditaciones cartesianas, texto no bien comprendido e interpretado porque Husserl empieza con una estrategia para abordarlo desde la fenomenología "estática" y culmina su análisis con una estrategia "genética".
La teoría de la intersubjetividad husserliana también es conocida como "Teoría Monadológica". Por mónada, Husserl entiende al ego concreto, esto es, al sujeto en la plenitud de sus determinaciones: al sujeto corpóreo y trascendental, fáctico y eidético, con la totalidad de sus experiencias trascendentales y la totalidad de sus respectivos correlatos objetivos, esto es, al sujeto y su mundo circundante (cf. cuarta de las Meditaciones cartesianas). Este mundo circundante incluye al alter ego, con el que cada sujeto trascendental entabla correlaciones intencionales, por lo que puede sostenerse que cada sujeto trascendental no solo está "al lado de los otros" (beieinander), y "con los otros" (miteinander) sino "en los otros" (ineinander). La teoría de Husserl contempla que la constitución trascendental de sentido y validez es llevada a cabo de modo mancomunado, por la intersubjetividad históricamente concebida y productora de tradiciones. Los estratos abordados por la "Monadología" husserliana son: a) la teoría reflexiva de la intersubjetividad (a.1 análisis estáticos de la constitución del "otro trascendental" y análisis genéticos de la constitución del "otro mundano"; a.2 constitución de la intersubjetividad social); y b) la teoría "pre-reflexiva" de la intersubjetividad (análisis genéticos de la intersubjetividad instintiva).

## Intersubjetividad en psicología
El concepto se usa de tres formas:
- En primer lugar, en su sentido más débil, se usa para referirse al acuerdo. Se dice que existe intersubjetividad entre los que acuerdan un determinado significado o definición de la situación.
- En segundo lugar, de un modo más sutil, se ha usado para referirse al sentido común, los significados compartidos construidos por la gente en sus interacciones, y usado como recurso cotidiano para interpretar el significado de los elementos de la vida cultural y social. Si la gente comparte el sentido común, entonces comparte una definición de la situación.[1]
- En tercer lugar, el término se ha usado para referirse a las divergencias de significado compartidas (o parcialmente compartidas). La auto-presentación, la mentira, las bromas y las emociones sociales, por ejemplo, todo ello conduce no a una definición compartida de la situación, sino a divergencias parcialmente compartidas del significado. El que dice una mentira se compromete en un acto intersubjetivo, porque trabaja con dos definiciones diferentes de la situación. Mentir es por tanto genuinamente intersubjetivo (en el sentido de que opera entre dos definiciones subjetivas de la realidad).

La intersubjetividad enfatiza que la cognición compartida y el consenso son esenciales en la formación de nuestras ideas y relaciones. El lenguaje se ve como comunal más que como privado. De esta manera, resulta problemático ver al individuo de forma separada, en un mundo privado, definido de una vez y para siempre.
La intersubjetividad es hoy en día un concepto importante en las modernas escuelas de psicoterapia, donde ha encontrado aplicación en la teoría de las interrelaciones entre psicoanalista y psicoanalizado.
El campo de mayor aplicación de la intersubjetividad es el de la psicología social, ya que analiza la formación de las relaciones interpersonales mediante la generación de normas, actitudes, y valores que generen cohesión social en un determinado grupo de individuos.

## Intersubjetividad en Psicoanálisis

### Introducción General
La Asociación Psicoanalítica Internacional, ha dedicado uno de los capítulos de su Diccionario Enciclopédico Interregional, al término Intersubjetividad, con colaboraciones de prestigiosos psicoanalistas de Estados Unidos, Latinoamérica y Europa.
En general, la intersubjetividad como una orientación psicoanalítica proviene de los Estados Unidos e implica un cambio teórico paradigmático, así como la re-contextualización del proceso clínico. Eso se basa en numerosas fuentes, que incluyen, entre otras: la filosofía de la fenomenología y del estructuralismo, la psicología académica profunda ("personology"), la investigación dentro de la psicología del desarrollo y el psicoanálisis infantil, los autores psicoanalíticos británicos (y húngaros, originalmente), así como teorías interpersonales y socioculturales dentro del psicoanálisis y la psiquiatría y la psicología dinámicas y diversas teorías de campo.
Una visión distinta de la intersubjetividad se ha desarrollado en el psicoanálisis francés, -influyente en Francia y Bélgica, pero también en partes de Canadá y Estados Unidos-, así como más recientemente en partes de América Latina,  a lo largo de líneas paralelas en tradiciones psicoanalíticas diferentes, aunque con puntos de conexión. Se basa en la relectura específica del original alemán de la obra de Freud y una traducción directa de Freud al francés, junto con una historia y un contexto sociocultural significativo de la importancia del lenguaje, incluso para aquellos analistas que no siguen la interpretación dinámica específica de Lacan de la lingüística estructural, y una interpretación diferente (de los EE. UU.) de las Teorías del Campo, así como de autores británicos.
En la estimación de algunos autores franceses contemporáneos (Green 2000), las teorías de la intersubjetividad proveniente  de los Estados Unidos y la del pensamiento psicoanalítico francés, muestra un movimiento que corrige un aspecto poco teorizado de la teoría psicoanalítica preexistentes, más que una revisión.
Una definición amplia de intersubjetividad en los recientes diccionarios psicoanalíticos de América del Norte y Europa (Akhtar 2009; Auchincloss y Samberg 2012, Skelton 2006) enfatizan la interacción recíproca dinámica multifacética  entre personas, basados en sus propias experiencias subjetivas (conscientes, preconscientes y / o inconscientes), y variedades de aspectos interpenetrantes mutuamente transformadores de tales compromisos, en el desarrollo temprano, así como en el diálogo psicoanalítico.
Si bien no hay definición de intersubjetividad en el reciente Diccionario Argentino de Psicoanálisis, las entradas relacionadas con Campo psicoanalítico, Comunicación Inconsciente y  Teoría de la Comunicación, también reflejan aspectos similares de la interactividad intersubjetiva.
Relatos contemporáneos del pensamiento intersubjetivo francés (Tessier 2014 a, b) hacen hincapié en el "sujeto inconsciente" y su formación en relación con el "otro real", sujeto y objeto.
La intersubjetividad es una orientación psicoanalítica dominante, con un lugar cada vez más prominente dentro del pensamiento y el trabajo psicoanalítico, presente de varias maneras en todo el espectro de muchas orientaciones psicoanalíticas en todo el mundo.

## Intersubjetividad en otras ciencias
Para la epistemología y la metodología de la ciencia, especialmente en las ciencias sociales, como la historiografía, la reflexión sobre la posibilidad o imposibilidad de un enfoque objetivo lleva a la necesidad de superar la oposición entre objetividad (la de una inexistente ciencia "pura" que no se contamine con el científico) y subjetividad (implicada en los intereses, ideología y limitaciones de éste) con el concepto de intersubjetividad, que obliga a considerar la tarea del científico como un producto social, inseparable del resto de la cultura humana, en diálogo con los demás científicos y con la sociedad entera.